# Condado de Daviess (Kentucky)
El condado de Daviess (en inglés: Daviess County) es un condado en el estado estadounidense de Kentucky. En el censo de 2000 el condado tenía una población de 91.545 habitantes. Forma parte del área metropolitana de Owensboro. La sede de condado es Owensboro. El condado fue fundado en 1815 y fue nombrado en honor a Joseph Hamilton Daveiss, el fiscal que llevó el caso contra Aaron Burr.

## Geografía

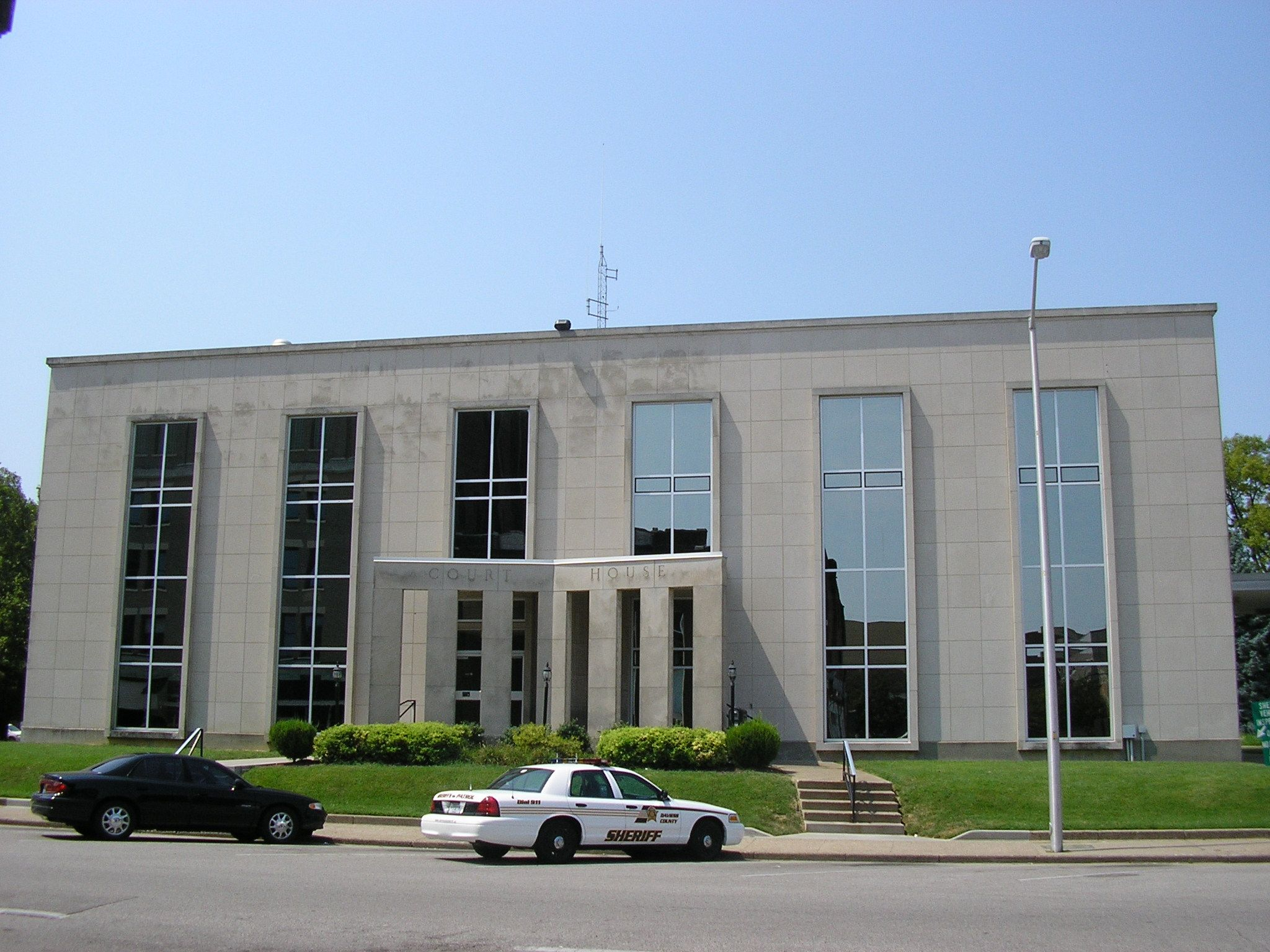
Juzgado del condado de Daviess en Owensboro.

Según la Oficina del Censo, el condado tiene un área total de 1.233 km² (476 sq mi), de la cual 1.197 km² (462 sq mi) es tierra y 36 km² (14 sq mi) (2,91%) es agua.

### Condados adyacentes
- Condado de Spencer, Indiana (noreste)
- Condado de Hancock (este)
- Condado de Ohio (sureste)
- Condado de McLean (suroeste)
- Condado de Henderson (oeste)
- Condado de Warrick, Indiana (noroeste)

## Demografía
En el  censo de 2000, hubo 91.545 personas, 36.033 hogares y 24.826 familias residiendo en el condado. La densidad poblacional era de 198 personas por milla cuadrada (76/km²). En el 2000 había 38.432 unidades unifamiliares en una densidad de 83 por milla cuadrada (32/km²). La demografía del condado era de 93,69% blancos, 4,35% afroamericanos, 0,13% amerindios, 0,43% asiáticos, 0,02% isleños del Pacífico, 0,44% de otras razas y 0,94% de dos o más razas. 0,92% de la población era de origen hispano o latino de cualquier raza. 
La renta promedio para un hogar del condado era de $36.813 y el ingreso promedio para una familia era de $45.404. En 2000 los hombres tenían un ingreso medio de $35.295 versus $21.971 para las mujeres. La renta per cápita para el condado era de $18.739 y el 12,30% de la población estaba bajo el umbral de pobreza nacional.

## Ciudades y pueblos
- Maceo
- Masonville
- Owensboro
- Whitesville